# Hervormde kerk (Meeuwen)

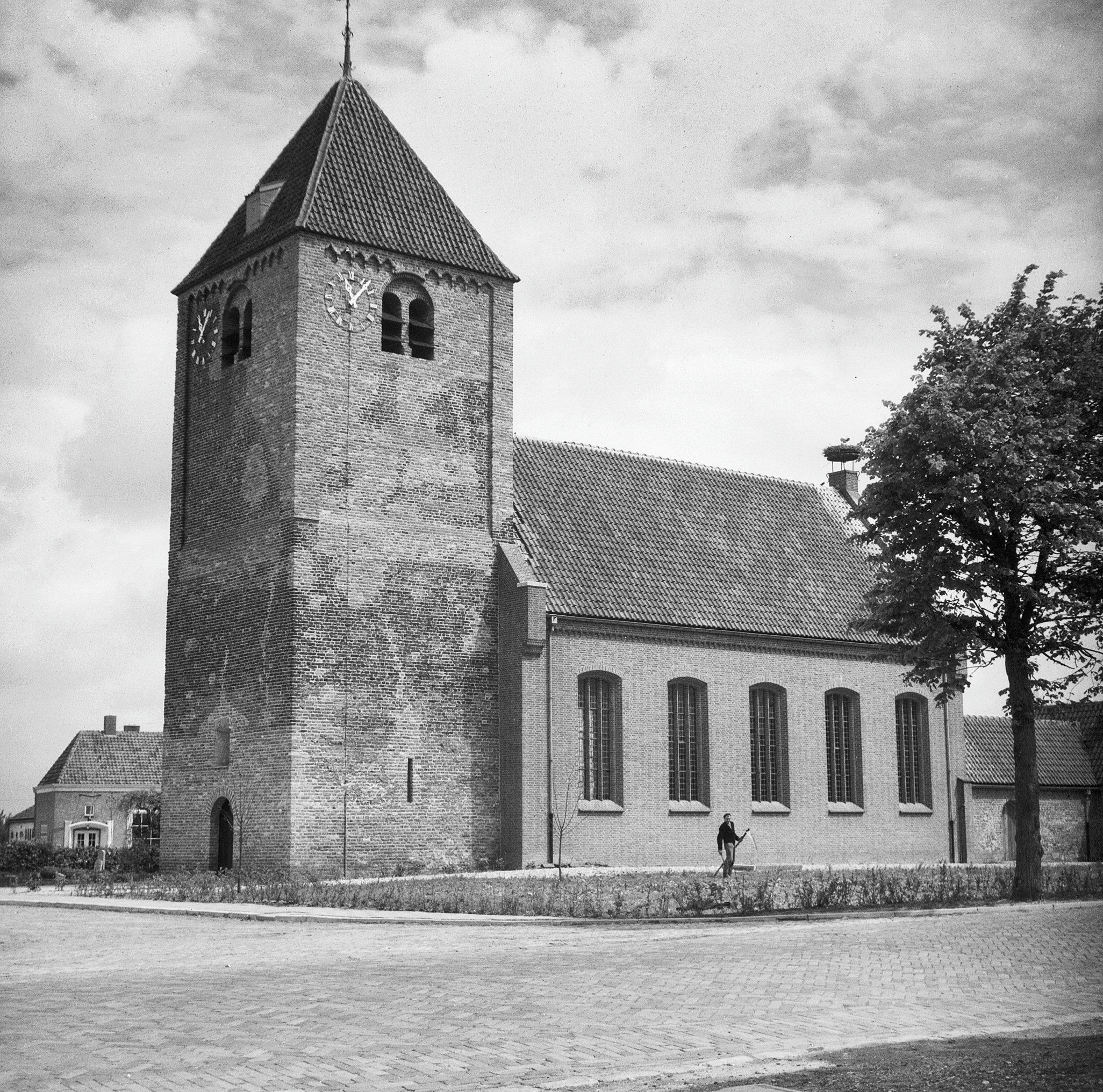
Hervormde kerk

De Hervormde kerk is een Hervormd kerkgebouw in de tot de Noord-Brabantse gemeente Altena behorende plaats Meeuwen, gelegen aan Hoek 2.

## Geschiedenis
Meeuwen kende een 14e-eeuws katholiek kerkgebouw dat vanaf begin 17e eeuw als hervormde kerk dienst ging doen. Eind 1844 werd de kerk verwoest door oorlogshandelingen.
De bakstenen toren werd in 1953 gerestaureerd maar de kerk werd gesloopt en door nieuwbouw vervangen. Deze kerk kwam in 1952 gereed en werd ontworpen door F.J.A. den Tax en J. Hillebrants.
Aldus ontstond een bakstenen zaalkerkje met voorgebouwde toren, gebouwd in Wederopbouwarchitectuur.
De kerk bezit een Pels-orgel uit 1963.